# Рибекур-Дреленкур
Рибекур-Дреленкур (фр. Ribécourt-Dreslincourt) — коммуна на севере Франции, регион О-де-Франс, департамент Уаза, округ Компьень, кантон Турот. Расположена в 68 км к юго-востоку от Амьена, в 88 км к северо-востоку от Парижа и в 18 км от автомагистрали А1 "Север", на правом берегу Бокового канала Уаза (Canal latéral à l’Oise), проходящего вдоль основного русла реки. В центре коммуны находится железнодорожная станция Рибекур линии Крей-Жёмон.
Население (2018) — 3 724 человека.

## История
Рибекур-Дреленкур был образован путём слияния двух коммун — Рибекур и Дреленкур — получивших в 1972 году статус ассоциированных коммун, а с 2009 года ставших единым территориальным образованием. Поселения на месте обеих коммун существовали ещё с римских времен. Более крупный Риберкур на протяжении многих лет принадлежал аббатству Сен-Элуа в Нуайоне, Дреленкур многократно менял своих владельцев. Обе коммуны серьезно пострадали во время Первой мировой войны.

## Достопримечательности
- Церковь Святого Реми в Рибекуре
- Церковь Святого Элуа в Дреленкуре
- Замок XVII века
- Подземный грот с пятью столпами

## Экономика
Рибекур является промышленным центром; здесь расположены предприятия, перерабатывающие сельскохозяйственную продукцию, производящие черепицу и мел. Жители Дреленкура занимаются сельским хозяйством, в основном зерноводством и овцеводством.
Структура занятости населения:
- сельское хозяйство — 1,4 %
- промышленность — 28,3 %
- строительство — 11,8 %
- торговля, транспорт и сфера услуг — 27,8 %
- государственные и муниципальные службы — 30,7 %

Уровень безработицы (2017) — 17,2 % (Франция в целом — 13,4 %, департамент Уаза — 13,8 %). 

Среднегодовой доход на 1 человека, евро (2018) — 20 550 (Франция в целом — 21 730, департамент Уаза — 22 150).

## Демография
Динамика численности населения, чел.

## Администрация
Пост мэра Рибекур-Дреленкура с 1999 года занимает коммунист Жан-Ги Летоффе (Jean-Guy Létoffé). На муниципальных выборах 2020 года возглавляемый им левый список победил в 1-м туре, получив 65,52 % голосов.
| Период | Период | Фамилия        | Партия                               | Примечания                                                                                |
| ------ | ------ | -------------- | ------------------------------------ | ----------------------------------------------------------------------------------------- |
| 1977   | 1999   | Ролан Флорьян  | Социалистическая партия Разные левые | управленец, член Генерального совета департамента, депутат Национального собрания Франции |
| 1999   |        | Жан-Ги Летоффе | Коммунистическая партия              | пенсионер                                                                                 |

## Города-побратимы
- Энжи, Бельгия